# Distilleria Brunello 1840
La Distilleria Brunello è una distilleria artigianale italiana fondata nel 1840 a Montegalda, in Provincia di Vicenza. Situata tra le zone vitivinicole dei Colli Berici e dei Colli Euganei, è specializzata nella produzione di grappa, oltre a liquori, aperitivi, bitter, vermouth e gin.

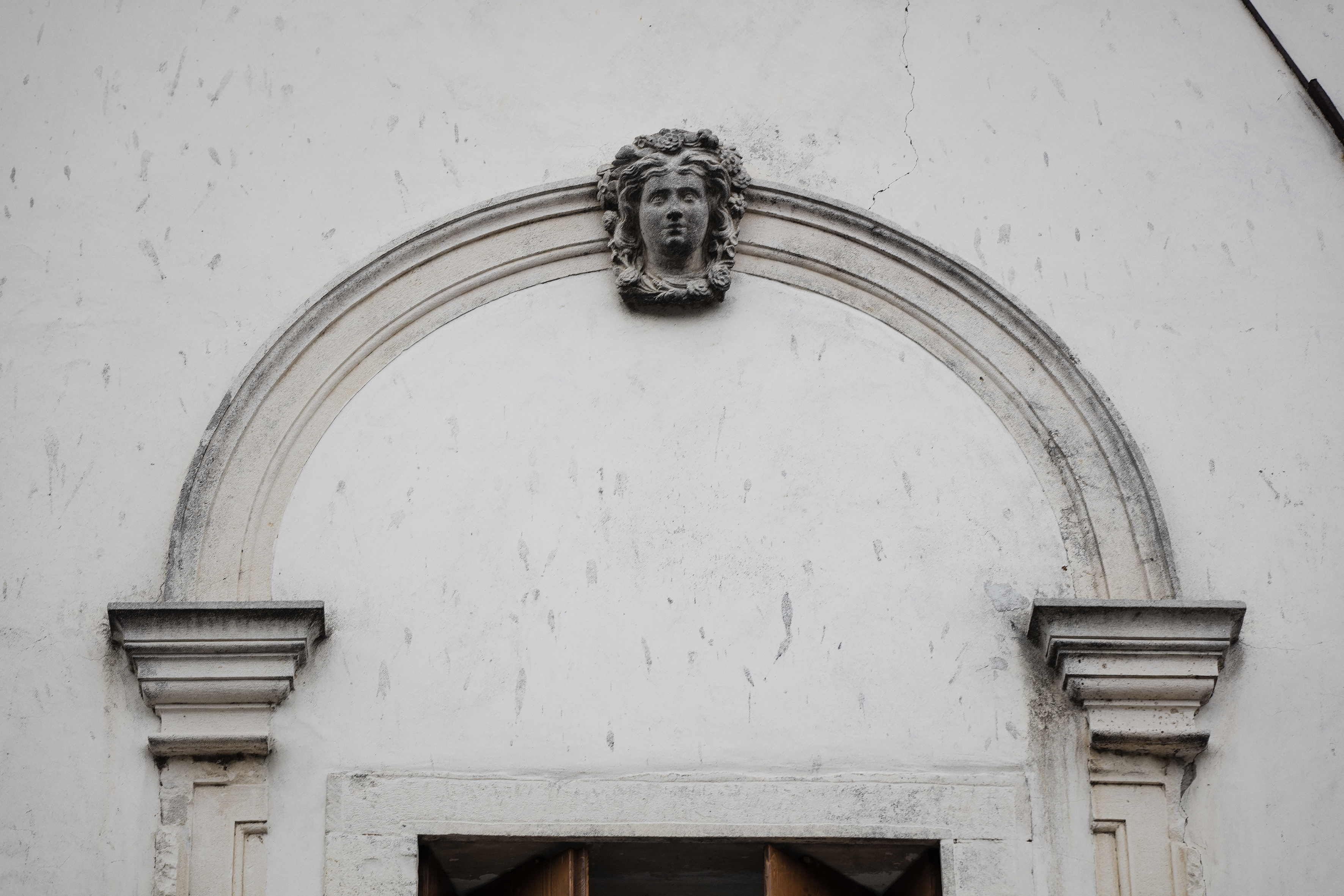
Foto della Testa di Bacco in pietra bianca utilizzata come logo aziendale

## Storia
Le origini dell'attività risalgono al lavoro di Bortolo Lotto (1824–1907), che avviò un impianto per la lavorazione dello zolfo, un frantoio per l'olio e un alambicco per la distillazione di acquavite da vinacce e vini locali presso una dimora nota come il Palazzone, situata nei pressi della Villa Fogazzaro Roi Colbacchini.
Alla morte di Lotto e del figlio, la gestione passò alla nuora Maria Marzari, considerata una delle prime imprenditrici nel settore della grappa in Italia. In seconde nozze, sposò Giovanni Brunello, con il quale ebbe sette figli.
L’attività fu sospesa durante la seconda guerra mondiale e riprese nel dopoguerra grazie ai figli Giandomenico e Antonio Brunello, che riorganizzarono l’azienda sotto la nuova denominazione Distilleria F.lli Brunello. Negli anni '80, la gestione passò alla quarta generazione della famiglia, rappresentata da Giovanni, Paolo e Stefano Brunello, figli di Giandomenico e Antonio.

### Il logo aziendale
Il logo aziendale raffigura un’effigie di Bacco in pietra bianca, di autore sconosciuto, collocata sulla facciata della sede storica della distilleria, risalente alla fine del XV secolo.

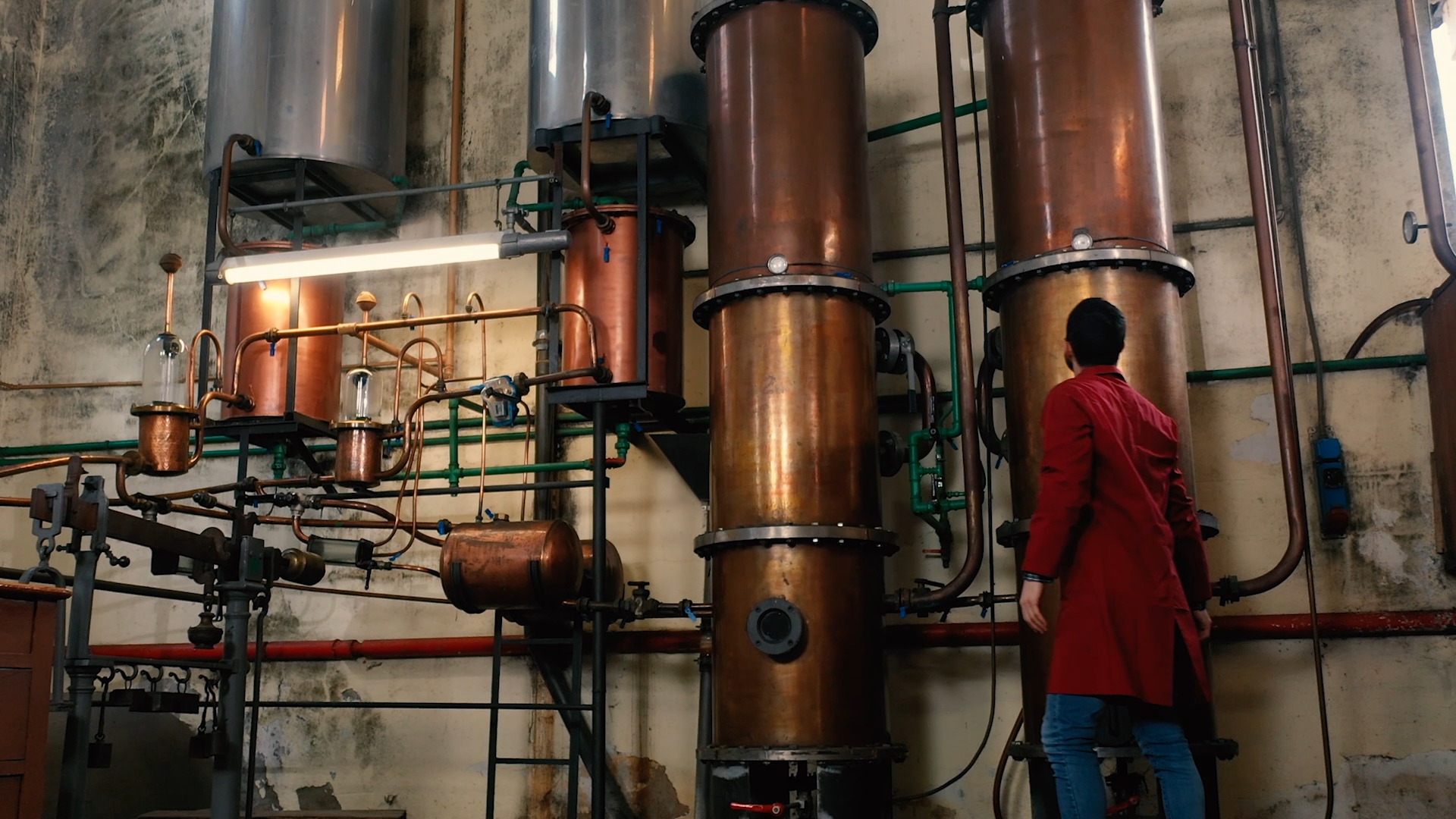
Impianto di distillazione artigianale, discontinuo a vapore ancora utilizzato dalla Distilleria F.lli Brunello

### L'impianto di distillazione
L’impianto di distillazione utilizza un sistema discontinuo a vapore diretto in rame, con una temperatura di circa 104 °C e una pressione di 0,3-0,5 bar. Le vinacce vengono lavorate in quattro caldaiette, seguite da due colonne di distillazione a piatti che permettono la separazione delle frazioni alcoliche. 

## Pubblicazioni
L'azienda negli anni ha finanziato la pubblicazione di testi di vario tipo.
- Due storie quasi un'allegoria di Mario Rigoni Stern, edito da Distilleria F.lli Brunello. Un racconto di 22 pagine stampato nel 1990 in 1500 copie, fuori commercio, per il 150° anniversario dell'azienda[6].
- Lo spirito del tempo - Racconti di grappa[7] dal concorso letterario "Distillati di parole"[8][9] edito da Distilleria F.lli Brunello nel 2016. ISBN 9788890735417
- La testa e la coda di Enrico Pandiani edito da Distilleria F.lli Brunello[10] nel 2012. ISBN 9788890735400
- Patrocinanti e sostenitori di Coltura e Cultura della vite nel Veneto con Illustrazioni e testi di Galliano Rosset, edito da Editrice Veneta 2017 ISBN 9788884498267

## Premi e riconoscimenti
Nel 1910, in occasione dell’Esposizione Industriale Agricola di Pontevigodarzere, la distilleria ottenne una medaglia d’argento dorato assegnata a Maria Marzari.
Nel 2022, è stata riconosciuta dalla Regione Veneto come Luogo storico del commercio e successivamente anche come Impresa artigiana storica per la continuità dell'attività nello stesso sito e la trasmissione familiare dell’azienda.

## Nella cultura di massa
L'azienda è stata sede di registrazione di alcune scene della fiction Rai1 Di padre in figlia regia di Riccardo Milani.